# Красная Горка (Брагинский район)
Красная Горка (бел. Чырвоная Горка) — упразднённый посёлок в Микуличском сельсовете Брагинского района Гомельской области Беларуси.
После катастрофы на Чернобыльской АЭС и радиационного загрязнения жители (20 семей) переселены в 1992 году в чистые места.

## География

### Расположение
В 15 км на северо-запад от Брагина, 18 км от железнодорожной станции Хойники (на ветке Василевичи — Хойники от линии Калинковичи — Гомель), 134 км от Гомеля.

## Транспортная система
Рядом автомобильная дорога Брагин — Хойники. Планировка состоит из короткой прямолинейной улицы, близкой к широтной ориентации. Застройка деревянными домами усадебного типа.

## История
На карте-трёхверстовке Ф. Ф. Шуберта 1866 г. на месте будущего советских времён посёлка Красная Горка показан фольварк Микуличи.
Сам посёлок основан в начале 1920-х годов переселенцами из соседних деревень на бывших помещичьих землях. В 1931 году организован колхоз. В 1959 году входил в колхоз «Красный Октябрь» (центр — деревня Микуличи).
С 29 ноября 2005 года исключён из данных по учёту административно-территориальных и территориальных единиц.

## Население

### Численность
- 1992 год — жители (20 семей) переселены

### Динамика
- 1930 год — 38 дворов, 248 жителей
- 1959 год — 92 жителя (согласно переписи)
- 1992 год — жители (20 семей) переселены